# Hoog eiland

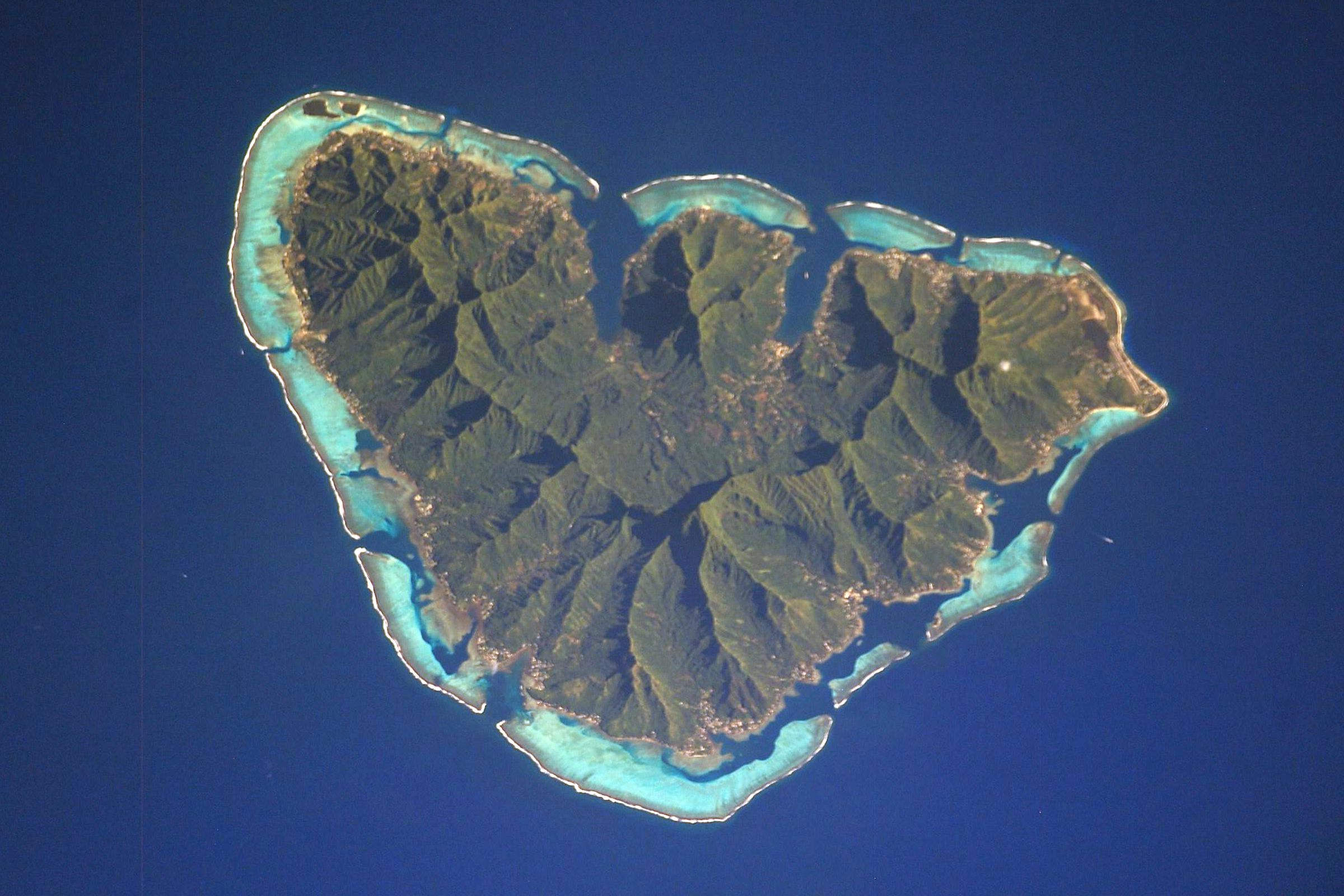
Moorea, een vulkanisch gevormd hoog eiland

Een hoog eiland, vulkaaneiland of vulkanisch eiland is in de fysische geografie een eiland van vulkanische oorsprong. De landmassa van dit type eilanden is door op zijn minst één vulkaan gevormd. Deze vulkaan hoeft niet langer actief te zijn. Sommige archipels bestaan vrijwel geheel uit vulkanische eilanden die een gezamenlijke geologische oorsprong hebben. Voorbeelden daarvan zijn de Azoren, de Koerilen, de Aleoeten, de Marianen en de Zuidelijke Sandwicheilanden.
Vulkaaneilanden kunnen ook alleenstaand gevormd zijn. Voorbeelden van individuele vulkaaneilanden zijn Tristan da Cunha, Jan Mayen, de Stromboli bij Sicilië, Heardeiland en Anak Krakatau bij Java. Vaak steken alleen de overblijfselen van oude vulkanen  uit de zee. Dit is het geval bij Ball ' s Pyramid, Sōfugan, Roca Partida en Rocas Alijos. Het grootste vulkaaneiland ter wereld is IJsland.

## De term hoog eiland
De term hoog eiland wordt gebruikt om dit type eiland te onderscheiden van lage eilanden, die ontstaan zijn door sedimentatie of door opheffing, zoals van koraalriffen. Dit onderscheid is van belang omdat er "hoge eilanden" bestaan die niet meer dan een paar voet boven het zeeniveau uitstijgen en vaak worden geclassificeerd als "rotsen", terwijl sommige "lage eilanden", zoals de opgeheven koraaleilanden Makatea, Nauru, Niue, Henderson en Banaba tientallen meters uitstijgen boven het zeeniveau.
De beide typen eilanden worden soms wel dicht bij elkaar aangetroffen. Dit is vooral zo bij de eilanden in de Zuidelijke Grote Oceaan, waar lage eilanden ontstaan zijn aan de rand van koraalriffen, die daar vaak de hoge eilanden van vulkanische oorsprong omringen.

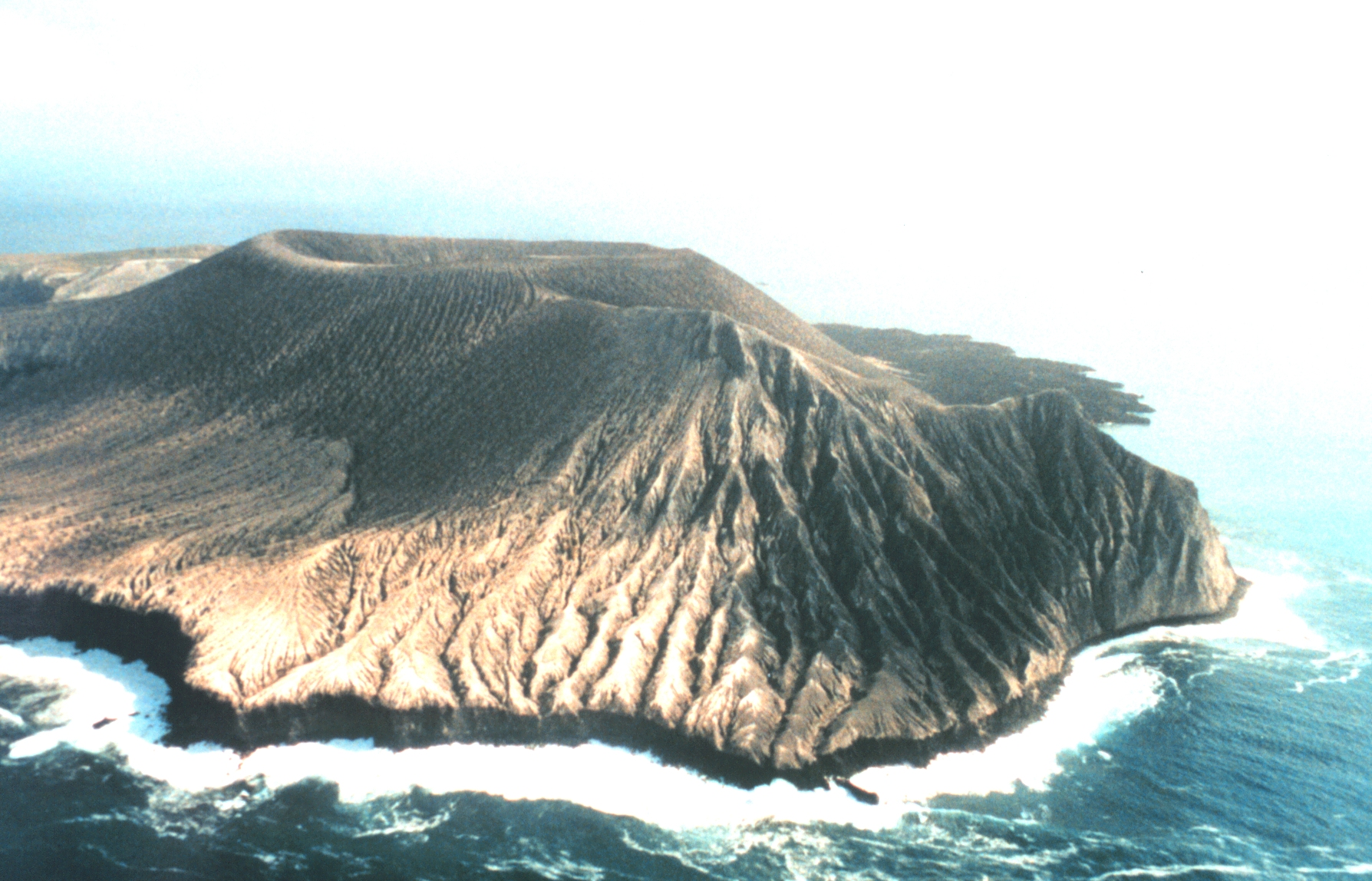
Het vulkaaneiland San Benedicto

## Ontstaan
Drie verschillende vormen van vulkanisme zijn verantwoordelijk voor de vorming van vulkanische eilanden:
- individuele hotspots,
- activiteit van een mid-oceanische rug
- een subductie zone.

Tot de eerstgenoemde categorie behoren onder andere, de Azoren, de Galapagos Eilanden en de Hawaïaanse archipel. Onder de tweede categorie valt de Revillagigedo archipel, voor de westkust van Mexico, met de eilanden Socorro en San Benedicto.  In de laatste categorie vallen de Aleoeten, de Marianen en de Eolische Eilanden.
Voor IJsland geldt dat twee vormen van vulkanisme het eiland hebben doen ontstaan, namelijk hotspots en het vulkanisme van de mid-oceanische rug.